# Ngawang Sungrab Thutob
Ngawang Sungrab Thutob (1874-1952) fue el tercer Taktra Rinpoche, Regente del Tíbet y segundo tutor del XIV Dalái lama.

## Vida

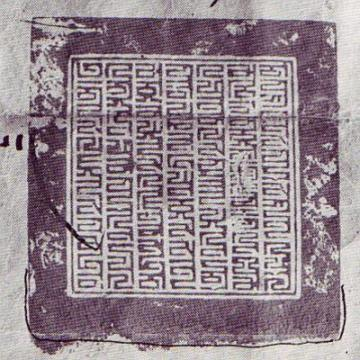
Sello del Taktra Rinpoche en alfabeto de 'Phags-pa

A comienzos de 1941 sustituyó en el puesto de Regente al 5º Réting Rinpoche, Jamphel Yeshe Gyaltsen. Este último, acusado de conspiración, fue encarcelado en 1947 cuando quiso volver al poder y murió repentina y misteriosamente en la prisión del Potala.
El tercer Taktra Rinpoche ejerció como Regente del Tíbet hasta 1950, fecha en la que el XIV Dalái lama con 16 años asumió todo el poder político coincidiendo con la invasión china.